# British Independent Film Awards 2016

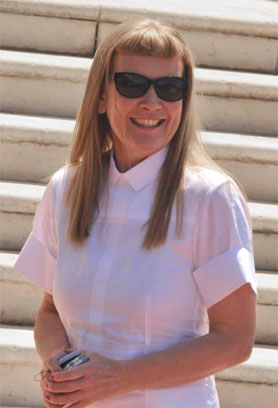
Andrea Arnold bei den Filmfestspielen von Cannes 2012

Die 19. Verleihung der British Independent Film Awards (BIFA) fand am 4. Dezember 2016 im Old Billingsgate in London statt. Sie wurde von der britischen Schauspielerin und Drehbuchautorin Jennifer Saunders moderiert.
Erfolgreichster Film des Jahres war das britisch-amerikanische Filmdrama American Honey, das bei fünf Nominierungen den Award in den Kategorien Bester Film, Beste Schauspielerin (Sasha Lane), Beste Technik (Robbie Ryan (Kamera)) und beste Regie (Andrea Arnold) gewinnen konnte. Das siebenfach nominierte Filmdrama I, Daniel Blake von Regisseur Ken Loach gewann den Award lediglich in den Kategorien Best Actor (Dave Johns) und Most Promising Newcomer (Hayley Squires).
In diesem Jahr wurde der Award in zwei neuen Kategorien vergeben: Breakthrough Producer, um vielversprechende Talente unter den Produzenten hervorzuheben und Debut Screenwriter für Erstlingswerke als Drehbuchautor.

## Jury
Die Jurys der Awards setzen sich 2016 wie folgt zusammen:
- Hauptjury: Edith Bowman, Roger Charteris, Robbie Collin, Mark Herbert, Allon Reich, Tessa Ross, Peter Straughan, Abigail Tartellin und Chris Wyatt
- Debut Screenwriter: Paddy Breathnach, Moira Buffini, Sally El Hosaini, Olivia Hetreed, Cynthia Okoye, Michael Thomas III und Daniel Wolfe
- Debut Director: Paddy Breathnach, Moira Buffini, Sally El Hosaini, Cynthia Okoye, Anand Tucker und Daniel Wolfe
- Breakthrough Producer: Ruth Caleb, Robert Jones, Elisabeth Karlsen, Rachel Robey und Gareth Ellis-Unwin
- Most Promising Newcomer: Roger Allam, Lucy Bevan, James D’Arcy, Anna Friel, Amy Hubbard und Lesley Manville

## Nominierungen und Preise
| Preis                                  | Originalbezeichnung                               | Nominierungen | Preisträger                                 |
| -------------------------------------- | ------------------------------------------------- | --- | ------------------------------------------- |
| Bester britischer Independentfilm      | Best British Independent Film                     | - American Honey - Couple in a Hole - I, Daniel Blake - Notes on Blindness - Under the Shadow | American Honey                              |
| Bester internationaler Independentfilm | Best International Independent Film               | - Hunt for the Wilderpeople – Taika Waititi, Carthew Neal, Matt Noonan, Leanne Saunders - Manchester by the Sea – Kenneth Lonergan, Kimberly Steward, Matt Damon, Chris Moore, Lauren Beck, Kevin J. Walsh - Moonlight – Barry Jenkins, Adele Romanski, Dede Gardner, Jeremy Kleiner - Mustang – Deniz Gamze Ergüven, Alice Winocour, Charles Gillibert - Toni Erdmann – Maren Ade, Janine Jackowski, Jonas Dornbach, Michel Merkt | Moonlight                                   |
| Beste britische Dokumentation          | Best Documentary                                  | - The Confession: Livin the War on Terror – Ashish Ghadiali, James Rogan - Dancer – Steven Cantor, Gabrielle Tana - The Hard Stop – George Amponsah, Dionne Walker - Notes on Blindness – Peter Middleton, James Spinney, Mike Brett, Jo-Jo Ellison, Steve Jamison, Alex Usborne - Versus: The life and Films of Ken Loach – Louise Osmond, Rebecca O’Brien                                                                        | Notes on Blindness                          |
| Bester britischer Kurzfilm             | Best British Short                                | - Jacked – Rene Pannevis, Ashish Ghadiali, Jennifer Eriksson - Mother – Leo Leigh, Scott O’Donnell - Over – Jörn Threlfall, Jeremy Bannister - Rate Me – Fyzal Boulifa, Taina Galis - The Wrong End of the Stick – Terri Matthews, Chris Cornwell, Sam Bank | Jacked                                      |
| Bester Schauspieler                    | Best Actor                                        | - Shia LaBeouf – American Honey - Max Records – I Am Not A Seriel Killer - Dave Johns – I, Daniel Blake - Steve Brandon – My Feral Heart - Michael Fassbender – Trespass Against Us | Dave Johns – I, Daniel Blake                |
| Beste Schauspielerin                   | Best Actress                                      | - Jodie Whittaker – Adult Life Skills - Sasha Lane – American Honey - Kate Dickie – Couple in a Hole - Hayley Squires – I, Daniel Blake - Narges Rashidi – Under the Shadow | Sasha Lane – American Honey                 |
| Bester Nebendarsteller                 | Best Supporting Actor                             | - Arinzé Kene – The Pass - Brett Goldstein – Adult Life Skills - Christopher Lloyd – I Am Not a Serial Killer - Jamie Dornam – Anthropoid - Sean Harris – Trespass Against Us | Brett Goldstein – Adult Life Skills         |
| Beste Nebendarstellerin                | Best Supporting Actress                           | - Avin Manshadi – Under the Shadow - Gemma Arterton – The Girl with All the Gifts - Naomie Harris – Our Kind of Traitor - Shana Swash – My Feral Heart - Terry Pheto – A United Kingdom | Avin Manshadi – Under the Shadow            |
| Bester Newcomer                        | Most Promising Newcomer                           | - Dave Johns – I, Daniel Blake - Hayley Squires – I, Daniel Blake - Letitia Wright – Urban Hymn - Sennia Nanua – The Girl with All the Gifts - Steve Brandon – My Feral Heart | Hayley Squires – I, Daniel Blake            |
| Beste Regie                            | Best Director                                     | - Andrea Arnold – American Honey - Ben Wheatley – Free Fire - Ken Loach – I, Daniel Blake - James Spinney, Pete Middleton – Notes on Blindness - Babak Anvari – Under the Shadow | Andrea Arnold – American Honey              |
| Douglas Hickox Award                   | The Douglas Hickox Award (Debut Director)         | - Adam Smith – Trespass Against Us - Alice Lowe – Prevenge - Babak Anvari – Under the Shadow - Peter Middleton, James Spinney – Notes on Blindness - Rachel Tunnard – Adult Life Skills | Babak Anvari – Under the Shadow             |
| Bestes Drehbuch                        | Best Screenplay                                   | - Rachel Tunnard – Adult Life Skills - Andrea Arnold – American Honey - Christopher Hyde, Billy O'Brien – I Am Not A Seriel Killer - Paul Laverty – I, Daniel Blake - Babak Anvari – Under the Shadow | Babak Anvari – Under the Shadow             |
| Breakthrough Producer (neu 2016)       | Breakthrough Producer                             | - Camille Gatin – The Girl with All the Gifts - Dionne Walker – The Hard Stop - Michael Berliner – Adult Life Skills - Mike Brett, Jo-Jo Ellison, Steve Jamison – Notes on Blindness - Paul Fegan – Where You’re Meant to Be | Camille Gatin – The Girl with All the Gifts |
| Bestes Drehbuchdebüt (neu 2016)        | Best Debut Screenwriter                           | - Ed Talfan – The Passing - Hope Dickson leach – The Levelling - John Cairns und Michael McCartney – A Patch of Fog - Rachel Tunnard – Adult Life Skills - Simon Farnaby, Julian Barratt – Mindhorn | Rachel Tunnard – Adult Life Skills          |
| Beste Technik                          | Outstanding Achievement in Craft                  | - Joakim Sundström (Sound) – Notes on Blindness - Paul Monaghan, Mat Whitecross (Schnitt) – Supersonic - Robbie Ryan (Kamera) – American Honey - Seb Baker (Visuelle Effekte) – The Girl with All the Gifts - Shaneen Baig (Casting) – Free Fire | Robbie Ryan (Kamera) – American Honey       |
| The Discovery Award                    | The Discovery Award (vormals The Raindance Award) | - Black Mountain Poets – Jamie Adams, Jon Rennie - The Darkest Universe – Tom Kingsley, Will Sharpe, Tiani Ghosh, Jo-Jo Ellison - The Ghoul – Gareth Tunley, Jack Healy Guttmann, Tom Meeten - Gozo – Miranda Bowen, Leo Scott - The Greasy Strangler – Jim Hosking, Toby Harvard, Daniel Noah, Andrew Starke, Ant Timpson, Josh C. Waller, Elijah Wood                                                                            | The Greasy Strangler                        |

Weitere Preise
- Richards Harris Award – Alison Steadman
- The Variety Award – Naomie Harris